# Nguyễn Duy (quan viên)
Nguyễn Duy (阮惟) hay Nguyễn Văn Duy (阮文惟), tự: Nhữ Hiền (1809–1861), là một danh tướng triều Nguyễn, (Việt Nam) hy sinh trong Trận Đại đồn Chí Hòa. Ông cũng chính là em của danh tướng Nguyễn Tri Phương.

## Tiểu sử
Nguyễn Duy sinh ngày 21 tháng 12 năm Kỷ Tỵ (1809), tại làng Đường Long tức Chí Long, huyện Phong Điền, tỉnh Thừa Thiên Huế.
Thuở nhỏ ông thông minh, hiếu học, năm Đinh Dậu (1837) đỗ tú tài, năm Thiệu Trị nguyên niên đậu cử nhân khoa Tân Sửu 1841. Năm sau (Nhâm Dần 1842), thi Đình đậu Đệ tam giáp tiến sĩ xuất thân.
Năm 1843, ông được bổ dụng làm Biên tu ở Nội các, năm sau thăng Tu soạn, năm 1845 được bổ Tri phủ Tân An ở Gia Định, năm 1847 chuyển về làm Tri phủ Quảng Hóa, tỉnh Thanh Hóa. Cùng trong năm này, thân phụ ông mất, ông phải về cư tang. Đến năm sau (1848), ông được bổ nhiệm làm Tri huyện Quảng Ninh, tỉnh Quảng Bình.
Năm 1851, ông được thăng Tập hiền viện Thị độc sung giảng sách ở Tòa Kinh diên. Năm 1852, ông làm Thị giảng học sĩ. Cùng năm này ông được sung vào phái bộ đi sứ sang nhà Thanh (Trung Quốc). Sau khi đi sứ về, ông được thăng hàm Hồng lô tự khanh, sung chức Biện lý bộ Lại kiêm Nội các, làm việc tại triều đình.
Năm 1856, tàu chiến Pháp đến khiêu khích ở Đà Nẵng, ông được phái vào giúp Tổng đốc Quảng Nam là Đào Trí lo chống ngăn. Năm 1859 thực dân Pháp đánh chiếm Gia Định, ông sung chức Tán lý đạo Định Biên trông coi việc quân sự.
Và mặc dù lực lượng của Pháp lúc này rất ít, chủ tướng Tôn Thất Cáp vẫn chủ trương cố thủ. Thấy quân lực của mình dường như bất động, vua Tự Đức phái Tham biện các vụ Huỳnh Văn Tuyên vào điều tra. Nghe ông Tuyên về báo cáo, là Tôn Thất Cáp có tinh thần khiếp nhược, trước sau chỉ muốn hòa, nhà vua liền giáng Tôn Thất Cáp xuống Thị lang, Tán lý Nguyễn Duy xuống Lang trung, nhưng vẫn phải ở Gia Định chiến đấu.
Năm 1860, Nguyễn Tri Phương được sung chức Gia Định quân thứ, trông coi việc quân sự ở miền Nam, ông Duy tòng sự dưới quyền của anh.
Ngày 24 tháng 2 năm 1861, Thủy sư đô đốc là Charner đánh phá Đại đồn Chí Hòa do Nguyễn Tri Phương trấn giữ. Dưới áp lực của quân Pháp, Nguyễn Duy chiến đấu và đã chết tại trận cùng với Tôn Thất Trĩ. Riêng Nguyễn Tri Phương và Phạm Thế Hiển thì bị thương (mấy ngày sau, do bị thương quá nặng, ông Hiển mất tại thôn Tân Tạo, phủ Tân Bình), nhưng cuối cùng Nguyễn Tri Phương cũng rút tàn quân về được Biên Hòa.

## Vinh danh
Sau khi Nguyễn Duy mất, triều đình truy tặng hàm Binh bộ Tả tham tri và được thờ tại đền Trung Nghĩa, đền Trung Hiếu cùng anh là Nguyễn Tri Phương và cháu là Phò mã Nguyễn Lâm.
Khu lăng mộ (Nguyễn Tri Phương, Nguyễn Duy, Nguyễn Lâm) và Nhà thờ Nguyễn Tri Phương nay thuộc xã Phong Chương, huyện Phong Điền, Thừa Thiên Huế. Ngày 14 tháng 7 năm 1990, toàn thể khu đền mộ này được công nhận là di tích cấp quốc gia theo quyết định số 575-QĐ/VH của Bộ trưởng Bộ Văn hóa Thông tin Việt Nam. Ngày 21 tháng 3 năm 2010, tại xã Phong Chương đã diễn ra lễ khánh thành công trình phục hồi, tôn tạo khu di tích trên.
Ngoài đền thờ họ Nguyễn Tri ở Phong Điền, Thừa Thiên Huế, tại phường Bửu Hòa, thành phố Biên Hòa, tỉnh Đồng Nai cũng có một đền thờ Tam công mà trong đó Nguyễn Tri Phương được xem là thành hoàng của địa phương. Bên tả và hữu chánh điện thờ hai vị Tán lý quân vụ Nguyễn Duy (em ruột Nguyễn Tri Phương) và phò mã Nguyễn Lâm (con Nguyễn Tri Phương). Hằng năm tổ chức lễ Kỳ yên long trọng vào ngày 16, 17 tháng 10 âm lịch. Lễ kéo dài trong hai ngày với những nghi thức tiến thần, diễn hành lễ bộ, tống phong... Đền thờ Tam công đã được xếp hạng Di tích lịch sử cấp quốc gia vào năm 1992

## Thương tiếc
Hay tin Nguyễn Duy hy sinh tại trận, danh sĩ cùng thời là Nguyễn Thông (1827-1884) đã làm thơ điếu ông như sau:
| Vãn Nguyễn Duy, Định Biên Tán lý Tây phong phiêu đại thụ. Nhất tịch ế viên môn. Mãn địa mai hùng lược, Tâm quân khấp cựu ân. Đồ tích không y táng Na tri hạo khí tồn. Niên niên hư trủng thượng, Di lão loại phương tôn. | Điếu ông Nguyễn Duy làm chức Tán lý Định Biên Một đêm gió tây thổi mạnh, Cây đại thụ ngã che cửa đồn. Đất chôn vùi người anh hùng có mưu lược, Ba quân than khóc vì nhớ ơn đức của ông xưa. Luống tiếc chỉ nhận được dấu áo, thu hài cốt về mai táng, Hay đâu chí khí lớn lao hãy còn. Hàng năm trên chỗ mộ phần cũ, Các bạn già sống sót rưới rượu lên mấy ngọn cỏ thơm. |